# کان فیندلی
کان فیندلی (انگلیسی: Conn Findlay؛ (زادهٔ ۲۴ فوریه ۱۹۳۰ – درگذشتهٔ ۸ آوریل ۲۰۲۱) قایقران روئینگ اهل ایالات متحده آمریکا بود.
وی در مسابقات کشوری و بین‌المللی در مجموع برندهٔ ۲ مدال طلا، ۲ مدال برنز شده‌است. او همچنین  بخشی از تیم قایقرانی جام آمریکا بود که در سال ۱۹۷۴ و ۱۹۷۷ برنده شد و یکی از ۱۱عضو تیم قایقرانی آمریکا بود که هم جام آمریکا و هم مدال المپیک را کسب کرده است.
فیندلی در ۸ آوریل ۲۰۲۱ در یک مرکز مراقبت در سان ماتیو، کالیفرنیا  در سن ۹۰ سالگی در گذشت.